# Simeon Addobbati
Simeon Addobbati (tudi Simeone Gilberto Addobbati), avstrijski general italijanskega rodu, * 4. februar 1851, † 20. junij 1926.

## Življenjepis
Potem, ko je leta 1866 končal Kadetsko šolo v Mariboru je vstopil v Terezijansko vojaško akademijo, katero je končal 1. septembra 1870 s činom poročnika in bil dodeljen 46. pehotnemu polku. 1. novembra 1883 je bil premeščen v 101. pehotni polk. 
1. maja 1887 je bil premeščen v 22. pehotni polk, nato pa je 18. septembra 1890 premeščen v domobranstvo: aprila 1892 je postal poveljnik 82. domobranskega bataljona (Kotor). Nato je bil premeščen v 23. domobranski pehotni polk(oktober 1894) in v 13. domobranski pehotni polk (leta 1895). Aprila 1900 je postal poveljnik 11. domobranskega pehotnega polka. Januarja 1906 pa je postal poveljnik 42. domobranske pehotne brigade, kateri je poveljeval do upokojitve marca 1909. 

## Pregled vojaške kariere
Napredovanja
- poročnik: 1. september 1870
- nadporočnik: 1. november 1876
- stotnik 2. razreda: 1. november 1883
- stotnik 1. razreda: 1. november 1887
- major: 1. maj 1893
- podpolkovnik: 1. maj 1897
- polkovnik: 1. maj 1900
- generalmajor: 1. november 1906 (retroaktivno z dnem 28. novembra 1906)
- nazivni podmaršal: 17. december 1910